# Looking for Langston
Looking for Langston é um filme britânico em preto e branco de 1989, dirigido por Isaac Julien e produzido pela Sankofa Film & Video Productions. Ele combina imagens autênticas de cinejornais de arquivo do Harlem na década de 1920 com cenas roteirizadas para produzir um enredo impressionista não linear que celebraa identidade e o desejo gay negro durante o período artístico e cultural conhecido como Renascimento do Harlem em Nova Iorque. O filme tem duração de cerca de 42 minutos.

## Sinopse crítica
A abertura do filme é uma narração da transmissão de rádio original feita em homenagem a Langston Hughes após sua morte em 1967, enquanto a cena de seu funeral é recriada e reinterpretada. Intercalados entre imagens como períodos de tempo mutáveis que fluem perfeitamente do passado para o presente, homens negros dançando juntos em uma versão revisionista do Cotton Club, ou um bar clandestino, e sequências de sonhos, estão breves extratos narrativos das obras poéticas de Hughes ao lado das de Richard Bruce Nugent, James Baldwin e Essex Hemphill. Também são mostradas as polêmicas imagens de homens negros do fotógrafo Robert Mapplethorpe.
O filme não é uma biografia de Langston Hughes. É uma memória de Hughes e da Renascença do Harlem reconstruída a partir de uma perspectiva negra gay. Além disso, pretende ser uma meditação sobre a experiência gay negra num contexto histórico construído em torno da homofobia, da opressão e da negação enfrentada pelos homens de ascendência africana nas comunidades negras, juntamente com "alusões e comentários políticos sobre o racismo branco".
Hughes é apresentado como um ícone e uma metáfora cultural para homens negros gays que foram confrontados com o ostracismo se não se conformassem com os padrões da burguesia negra cujo objetivo primordial dizia respeito a uma integração social mais completa. Contestam-se as formas como o homem negro e a sua sexualidade têm sido representados no mundo ocidental moderno e como as noções existentes de raça e gênero figuram na cultura americana e afro-americana.
Ao longo deste processo, a identidade de Hughes como homem negro gay é reivindicada e já não negada, um processo paralelo aos estudos acadêmicos cada vez maiores de Hughes hoje. Além disso, aumentando a importância histórica e cinematográfica do filme no cinema gay, Looking for Langston foi e continua a ser um dos poucos filmes que mostram afeto intra-racial entre homens negros gays, conforme revelado na história de amor entre os dois principais protagonistas negros, Ben Ellison como Langston Hughes e Matthew Baidoo como Beauty.
Após o primeiro lançamento de Looking for Langston nos Estados Unidos em 1990, o espólio de Langston Hughes inicialmente tentou censurar o filme por causa de violações de direitos autorais: a permissão supostamente não havia sido obtida pelos cineastas, permitindo-lhes usar a poesia de Hughes em o filme. Durante as exibições subsequentes de Looking for Langston, o som foi repetidamente diminuído quando a obra de Hughes foi lida.
Apesar das alegações de censura dos críticos na época da estreia do filme nos Estados Unidos, o espólio permitiu que muitos dos poemas de Hughes aparecessem em antologias gays na mídia impressa e continua a fazê-lo até hoje. Hoje está sob os auspícios do British Film Institute como parte de sua iniciativa nacional "Black World" que celebra a criatividade negra no cinema.

## Elenco
- Ben Ellison como Alex
- Matthew Baidoo como Beauty
- Akim Mogaji como James
- John Wilson como Gary
- Dencil Williams como Marcus
- Guy Burgess como Dean
- James Dublin como Carlos
- Harry Donaldson como Leatherboy
- Jimmy Somerville como Angel
- Stuart Hall como voz britânica (voz)
- Langston Hughes como ele mesmo (arquivo de filmagem)

## Prêmios
Teddy Award de Melhor Curta-Metragem no Festival Internacional de Cinema de Berlim de 1989. Para comemorar o 30º aniversário do Teddy Awards, o filme foi selecionado para ser exibido no 66º Festival Internacional de Cinema de Berlim, em fevereiro de 2016.